# پتروساشن
پتروساشن (ارمنی: Պետրոսաշեն؛ به لاتین: Petrosashen) یک منطقهٔ مسکونی در جمهوری آرتساخ است که در استان هادروت واقع شده‌است.